# Kovacevița
Kovacevița (în bulgară Ковачевица) este un sat  în Obștina Gărmen, Regiunea Blagoevgrad, Bulgaria.

## Demografie
Componența etnică a satului Kovacevița
     Bulgari (92,85%)
     Nicio identificare (7,14%)
     Altele (0%)
La recensământul din 2011, populația satului Kovacevița era de 42 locuitori. Din punct de vedere etnic, majoritatea locuitorilor (92,85%) erau bulgari. Pentru 7,14% din locuitori nu este cunoscută apartenența etnică.